# 徳島県農業協同組合
徳島県農業協同組合（とくしまけんのうぎょうきょうどうくみあい）は、徳島県徳島市に本店を置く農業協同組合（JA）。愛称はJA徳島県。

## 概要
徳島県内に所在する9JA（板野郡、名西郡、アグリあなん、かいふ、徳島北、あわ市、麻植郡、美馬、阿波みよし）が合併し、2024年4月1日に発足。存続法人はJA板野郡。
JA徳島県と称するが大津松茂、徳島市、東とくしま、里浦の4農協は当農協発足時点では合併に不参加である。

## 沿革
- 2024年（令和6年）4月1日：徳島県内の9農協が合併し、発足。